# Rebutia breviflora
Rebutia breviflora är en kaktusväxtart som först beskrevs av Curt Backeberg, och fick sitt nu gällande namn av David Richard Hunt. Rebutia breviflora ingår i släktet Rebutia och familjen kaktusväxter. Inga underarter finns listade i Catalogue of Life.

## Bildgalleri

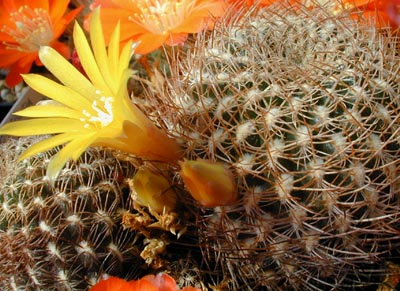